# Internacional Socialista

Países con miembros de la Internacional Socialista.

La Internacional Socialista (IS) es una organización política internacional de partidos políticos socialdemócratas, socialistas y laboristas,  que buscan establecer la Socialdemocracia; fue fundada en Fráncfort en 1951.
Aunque se formó en 1951 como sucesora de la Internacional Socialista y del Trabajo, tiene antecedentes a finales del siglo XIX. En la actualidad, la organización cuenta con 132 partidos miembros y organizaciones de más de 100 países. Sus miembros han gobernado en muchos países, incluida la mayor parte de Europa. En 2013, un cisma en la IS llevó a la creación de la Alianza Progresista.

## Historia
La Internacional Socialista tiene sus raíces en la Segunda Internacional, que se formó en 1889. Refundada en 1923 como la Internacional Obrera y Socialista (IOS) y vuelta a reconstituir (en su actual forma) después de la Segunda Guerra Mundial, en 1951.
Los antecedentes de creación de la IS están en la disolución de hecho, en 1940, de la IOS y el periodo posterior de la Segunda Guerra Mundial. En marzo de 1944, y aprovechando la presencia en Inglaterra de grupos socialistas exiliados, el Partido Laborista británico estudia la posibilidad de crear una futura asociación internacional de los partidos laboristas y socialistas democráticos. En mayo de 1946, en Clacton-on-Sea (Inglaterra) se realiza la primera conferencia informal después de la guerra para intercambiar información y trabajar sobre políticas comunes en torno a problemas de interés común. Estuvieron representados 19 partidos. Se crea una Oficina de Enlace e Información Socialista adjunta al secretariado del Partido Laborista Británico.
En noviembre de 1946 se realiza una segunda conferencia en Bournemouth que establece un Comité Consultivo para preparar futuras reuniones. Posteriormente en la tercera reunión en Zúrich, en junio de 1947, se discuten los criterios de admisión y en una conferencia posterior en Amberes, en noviembre de 1947, se transforma el comité consultivo en el COMISCO (Committee of the International Socialist Conference, en español Comité de la Conferencia Socialistas Internacionales). En esta nueva instancia cada partido integrante tiene un delegado. Se realizan otras conferencias (1948, 1948-1949, 1949 y 1950) que preparan la creación de la IS. En 1951 al crearse la Internacional Socialista, el COMISCO se transforma en el Consejo de la IS.

### I Congreso: Fráncfort 1951
El Congreso fundacional de la Internacional Socialista se llevó a cabo del 30 de junio al 3 de julio de 1951 en la ciudad alemana de Fráncfort del Óder. En dicho Congreso, la IS establece en la denominada Declaración de Fráncfort cuales son las tareas y los objetivos del socialismo democrático. Crítica tanto al «capitalismo descontrolado», como al «comunismo soviético», por ser un «nuevo imperialismo». Afirma que el socialismo quiere construir una sociedad «libre y democrática», buscando reemplazar al capitalismo por un sistema donde los intereses públicos tengan preferencia por sobre los intereses privados, entre otras cosas.
Fueron 27 las organizaciones fundadoras de la IS en este Congreso.

### XIII Congreso: Ginebra 1976
El XIII Congreso se realizó en Ginebra entre el 26 y el 28 de noviembre de 1976. En dicho Congreso, Willy Brandt fue elegido presidente de la IS.

### XVII Congreso: Lima 1986
El XVII Congreso de la Internacional Socialista se realizó en Lima, aproximadamente un año después de que Alan García y su partido, el Partido Aprista Peruano (miembro de la IS) ganará las elecciones presidenciales de 1985. Fue inaugurado el 20 de junio, horas después de la matanza en los penales del Perú, y el clima generado por esta acción del Estado peruano, en la que murieron más de 250 reclusos, llevó a su clausura el domingo 22 de junio.

### XVIII Congreso: Estocolmo 1989
El XVIII Congreso se realizó en Estocolmo entre el 20 y el 22 de junio, y fue importante para la Internacional, ya que no solamente se celebrara el bicentenario de la Revolución Francesa, sino que también se festejaba el centenario de la Segunda Internacional, fundada el 1889, y de la cual la IS se considera heredera.
En dicho Congreso, Willy Brandt fue reelegido presidente de la organización, y Luis Ayala fue elegido secretario-general, cargo que hasta hoy en día ocupa. También la IS adoptó una nueva declaración de principios, redactada por un comité encabezado por Heinz Fischer, del Partido Socialdemócrata de Austria. Se reunieron alrededor de 1000 delegados.[cita requerida]

### XIX Congreso: Berlín 1992
El XIX Congreso se realizó en Berlín entre el 15 y 17 de septiembre de 1992. Se reunieron 600 delegados. También estuvo presente Mijaíl Gorbachov, el ex premier de la URSS. En dicho Congreso fue elegido Pierre Mauroy como presidente de la IS.

### XX Congreso: Nueva York 1996
El XX Congreso se realizó en Nueva York, en la sede de las Naciones Unidas, entre el 9 y el 11 de septiembre. Pierre Mauroy y Luis Ayala fueron reelegidos en sus puestos respectivos de presidente y secretario-general. Asistieron alrededor de 700 delegados. Hubo más de 30 nuevos partidos admitidos en la organización.

### XXI Congreso: París 1999
El XXI Congreso se realizó en París entre el 8 y el 10 de noviembre. En dicho Congreso, fue elegido nuevo presidente Antonio Guterres.

### XXV Congreso: Cartagena 2017
El XXV Congreso se realizó en Cartagena, Colombia, entre 2 y 4 de marzo. Fue liderado por el Partido Liberal Colombiano en cabeza del presidente honorario de la IS Horacio Serpa Uribe. En dicho congreso se aprobó la participación representativa igualitaria de las mujeres (50/50).

### XXVI Congreso: Madrid 2022
El XXVI Congreso se realiza en Madrid, España, entre el 25 y el 27 de noviembre. Es liderado por el PSOE, en calidad de anfitrión, y escoge a Pedro Sánchez como presidente y a Benedicta Lasi como secretaria general.
En mayo de 2025, el Consejo de la Internacional Socialista (IS) realizó su reunión semestral de dos días en Estambul con la presencia del presidente Pedro Sánchez, en la que se recordó al alcalde de la urbe anfitriona, el socialdemócrata Ekrem İmamoğlu, encarcelado por el régimen turco.

### Relación con América Latina
Durante mucho tiempo, la internacional socialista se mantuvo alejada de América Latina, considerando a la región como una zona de influencia de los Estados Unidos. Así, no denuncia el golpe de Estado contra el presidente Jacobo Arbenz en Guatemala en 1954 ni la invasión de la República Dominicana por los Estados Unidos en 1965. No fue hasta el golpe de Estado en Chile de 1973 que descubrimos "un mundo que no conocíamos", explica Antoine Blanca, diplomático del PS francés. Según él, la solidaridad con la izquierda chilena fue "el primer desafío digno de ese nombre, frente a Washington, de una Internacional que, hasta entonces, había hecho todo lo posible para parecer sujeta a la estrategia norteamericana y a la OTAN". Posteriormente, especialmente bajo el liderazgo de François Mitterrand, la IS apoya a los sandinistas en Nicaragua y a los movimientos armados en El Salvador, Guatemala y Honduras en su lucha contra las dictaduras respaldadas por Estados Unidos. 
En la década de los noventa, se unieron a ella partidos no socialistas que tomaron nota del poder económico de los países europeos gobernados por sus socios al otro lado del Atlántico y calcularon los beneficios que podían derivarse de ello. Durante este período, «la Internacional Socialista trabaja de manera clientelar; algunos partidos vienen aquí a codearse con los europeos como si fueran de la clase alta», dice Porfirio Muñoz Ledo, uno de los representantes del Partido de la Revolución Democrática mexicana en la IS. Según Maurice Lemoine, es la sede de «la muy centrista Unión Cívica Radical argentina (UCR); el Partido Revolucionario Institucional mexicano (PRI), que no estuvo en el poder de manera muy democrática durante setenta años; el Partido Liberal Colombiano -bajo cuyos gobiernos se exterminó la formación de izquierdas Unión Patriótica (1986-1990)- introdujo el modelo "neoliberal" (1990-1994) y al que, hasta el año 2002, pertenecerá Álvaro Uribe». En la década siguiente, muchos partidos de izquierda que llegaron al poder (en Brasil, Venezuela, Bolivia, Ecuador y El Salvador) prefirieron mantener su distancia de la IS dando más preferencia al Foro de Sao Paulo.

## Organización de la IS
Según sus estatutos los organismos directivos son:
- Congreso de la IS, autoridad suprema de la IS. Por mayoría de dos tercios define la admisión y estatus de los partidos y organizaciones de la IS. La expulsión de un partido u organización también la define el Congreso por mayoría de dos tercios. Reúne a los partidos y organizaciones fraternales con derecho a voz y voto y los partidos consultivos y organizaciones asociadas sólo con derecho a voz. Se reúne cada tres años, siendo convocado por el Consejo.
- Consejo de la IS. Está compuesto por los partidos miembros, la Internacional Socialista de Mujeres, la Unión Internacional de Juventudes Socialistas, y el Movimiento Internacional de los Halcones-Internacional Socialista para la Educación, teniendo un voto cada uno. Toma todas las resoluciones y políticas necesarias entre cada Congreso. Convoca el Congreso y prepara sus reuniones, así como conferencias especiales, conferencias de expertos, conferencias regionales, asimismo que a grupos de estudio y comités. Propone al Congreso los cargos de presidente, vicepresidentes (2 a 30) y secretario general, quienes forman parte del Presidium de la IS.
- Comité de Ética
- Comité de Administración y Finanzas
- Secretariado

## Cargos

### Presidentes
| Número | Presidente             | País        | Partido                                                                                   | Desde | Hasta |
| ------ | ---------------------- | ----------- | ----------------------------------------------------------------------------------------- | ----- | ----- |
| 1.     | Morgan Walter Phillips | Reino Unido | Partido Laborista (Lab)                                                                   | 1951  | 1957  |
| 2.     | Alsing Andersen        | Dinamarca   | Socialdemócratas (S)                                                                      | 1957  | 1963  |
| 3.     | Erich Ollenhauer       | Alemania    | Partido Socialdemócrata de Alemania (SPD)                                                 | 1963  | 1963  |
| 4.     | Bruno Pittermann       | Austria     | Partido Socialdemócrata de Austria (SPÖ)                                                  | 1964  | 1976  |
| 5.     | Willy Brandt           | Alemania    | Partido Socialdemócrata de Alemania (SPD)                                                 | 1976  | 1992  |
| 6.     | Pierre Mauroy          | Francia     | Partido Socialista (PS)                                                                   | 1992  | 1999  |
| 7.     | António Guterres       | Portugal    | Partido Socialista (PS)                                                                   | 1999  | 2005  |
| 8.     | Yorgos Papandreu       | Grecia      | Movimiento Socialista Panhelénico (PASOK) Movimiento de Socialistas Democráticos (KINIMA) | 2006  | 2022  |
| 9.     | Pedro Sánchez          | España      | Partido Socialista Obrero Español (PSOE)                                                  | 2022  |       |

### Secretarios generales
| Número | Presidente       | País        | Partido                                    | Desde | Hasta |
| ------ | ---------------- | ----------- | ------------------------------------------ | ----- | ----- |
| 1.     | Julius Braunthal | Austria     | Partido Socialdemócrata de Austria (SPÖ)   | 1951  | 1956  |
| 2.     | Bjarne Braatoy   | Noruega     | Partido Laborista Noruego (DNA)            | 1956  | 1957  |
| 3.     | Albert Carthy    | Reino Unido | Partido Laborista (Lab)                    | 1957  | 1969  |
| 4.     | Hans Janitschek  | Austria     | Partido Socialdemócrata de Austria (SPÖ)   | 1969  | 1976  |
| 5.     | Bernt Carlsson   | Suecia      | Partido Socialdemócrata Sueco (SAP)        | 1976  | 1983  |
| 6.     | Pentti Väänänen  | Finlandia   | Partido Socialdemócrata de Finlandia (SDP) | 1983  | 1989  |
| 7.     | Luis Ayala       | Chile       | Partido Radical de Chile (PR)              | 1989  | 2022  |
| 8.     | Benedicta Lasi   | Ghana       | Convention People´s Party (CPP)            | 2022  |       |

### Presidentes honorarios
- Pierre Mauroy
- Aung San Suu Kyi
- Rúben Berrios Martínez
- Philippe Busquin
- Cuauhtémoc Cárdenas
- Alan García
- Anita Gradin
- Anker Jørgensen
- Lionel Jospin
- Neil Kinnock
- Enrique Silva Cimma
- Mário Soares
- Hans-Jochen Vogel
- Horacio Serpa Uribe

## Congresos de la Internacional Socialista
- I Fráncfort, 30 de junio al 3 de julio de 1951.[1]
- II Milán, 17 al 21 de octubre de 1952
- III Estocolmo, 15 al 18 de julio de 1953
- IV Londres, 12 al 16 de julio de 1955
- V Viena, 2 al 6 de julio de 1957
- VI Hamburgo, 14 al 17 de julio de 1959
- VII Roma, 23 al 27 de octubre de 1961
- VIII Ámsterdam, 9 al 12 de septiembre de 1963
- IX Bruselas, 5 al 6 de septiembre de 1964
- X Estocolmo, 5 al 8 de mayo de 1966
- XI Eastbourne, 16 al 20 de junio de 1969
- XII Viena, 26 al 29 de junio de 1972
- XIII Ginebra, 26 al 28 de noviembre de 1976
- XIV Vancouver, 3 al 5 de noviembre de 1978
- XV Madrid, 12 al 14 de noviembre de 1980
- XVI Albufeira, 7 al 10 de abril de 1983
- XVII Lima, 20 al 23 de junio de 1986[3]
- XVIII Estocolmo, al 20 al 22 de junio de 1989[4]
- XIX Berlín, 15 al 17 de septiembre de 1992[6]
- XX Nueva York, 9 al 11 de septiembre de 1996[7]
- XXI París, 8 al 10 de noviembre de 1999[8]
- XXII São Paulo, 27 al 29 de octubre de 2003
- XXIII Atenas, 30 de junio al 2 de julio de 2008
- XXIV Ciudad del Cabo, 30 de agosto a 2 de septiembre de 2012
- XXV Cartagena de Indias, 2 al 4 de marzo de 2017
- XXVI Madrid, 25 al 27 de noviembre de 2022